# Nebelhorn Trophy de 2018
Nebelhorn Trophy de 2018 foi a quinquagésima edição do Nebelhorn Trophy, um evento anual de patinação artística no gelo organizado pela União Alemã de Patinação no Gelo (em alemão:  Deutsche Eislauf-Union), e que fez parte do Challenger Series de 2018–19. A competição foi disputada entre os dias 26 de setembro e 29 de setembro, na cidade de Oberstdorf, Alemanha.

## Eventos
- Individual masculino
- Individual feminino
- Duplas
- Dança no gelo

## Medalhistas
| Evento                        | Ouro                                       | Prata                                                  | Bronze                                                    |
| Individual masculino detalhes | Keegan Messing · Canadá                    | Alexander Majorov · Suécia                             | Artur Dmitriev · Rússia                                   |
| Individual feminino detalhes  | Alina Zagitova · Rússia                    | Mai Mihara · Japão                                     | Loena Hendrickx · Bélgica                                 |
| Duplas detalhes               | Alisa Efimova · Alexander Korovin · Rússia | Alexa Scimeca Knierim · Chris Knierim · Estados Unidos | Deanna Stellato · Nathan Bartholomay · Estados Unidos     |
| Dança no gelo detalhes        | Piper Gilles · Paul Poirier · Canadá       | Rachel Parsons · Michael Parsons · Estados Unidos      | Christina Carreira · Anthony Ponomarenko · Estados Unidos |

## Resultados

### Individual masculino
| Pos.              | Nome              | Nacionalidade  | Pontos | PC        | PL         |
| ----------------- | ----------------- | -------------- | ------ | --------- | ---------- |
| Medalha de ouro   | Keegan Messing    | Canadá         | 257.16 | 90.63 (1) | 166.53 (1) |
| Medalha de prata  | Alexander Majorov | Suécia         | 226.64 | 78.86 (3) | 147.78 (2) |
| Medalha de bronze | Artur Dmitriev    | Rússia         | 225.31 | 81.06 (2) | 144.25 (3) |
| 4                 | Timothy Dolensky  | Estados Unidos | 209.02 | 67.80 (5) | 141.22 (4) |
| 5                 | Alexei Krasnozhon | Estados Unidos | 194.10 | 67.32 (6) | 126.78 (5) |
| 6                 | Daniel Samohin    | Israel         | 189.03 | 71.60 (4) | 117.43 (6) |
| 7                 | Valtter Virtanen  | Finlândia      | 162.85 | 58.29 (7) | 104.56 (8) |
| 8                 | Thomas Stoll      | Alemanha       | 160.08 | 52.68 (8) | 107.43 (7) |
| WD                | Paul Fentz        | Alemanha       | —      | — (WD)    |            |

### Individual feminino
| Pos.              | Nome                       | Nacionalidade  | Pontos | PC         | PL         |
| ----------------- | -------------------------- | -------------- | ------ | ---------- | ---------- |
| Medalha de ouro   | Alina Zagitova             | Rússia         | 238.43 | 79.93 (1)  | 158.50 (1) |
| Medalha de prata  | Mai Mihara                 | Japão          | 209.22 | 70.94 (3)  | 138.28 (2) |
| Medalha de bronze | Loena Hendrickx            | Bélgica        | 204.16 | 71.50 (2)  | 132.66 (3) |
| 4                 | Mariah Bell                | Estados Unidos | 188.97 | 70.02 (4)  | 118.95 (6) |
| 5                 | Ashley Lin                 | Estados Unidos | 181.21 | 59.45 (5)  | 121.76 (5) |
| 6                 | Marin Honda                | Japão          | 178.89 | 56.66 (7)  | 122.23 (4) |
| 7                 | Nathalie Weinzierl         | Alemanha       | 157.45 | 57.53 (6)  | 99.92 (7)  |
| 8                 | Alaine Chartrand           | Canadá         | 150.02 | 53.60 (8)  | 96.42 (8)  |
| 9                 | Brooklee Han               | Austrália      | 140.81 | 49.71 (9)  | 91.10 (9)  |
| 10                | Natalie Klotz              | Áustria        | 134.59 | 46.40 (12) | 88.19 (10) |
| 11                | Amy Lin                    | Taipé Chinesa  | 129.78 | 47.13 (10) | 82.65 (11) |
| 12                | Matilda Algotsson          | Suécia         | 121.46 | 46.87 (11) | 74.59 (12) |
| 13                | Netta Schreiber            | Israel         | 109.04 | 37.83 (13) | 71.21 (13) |
| WD                | Alisson Krystle Perticheto | Filipinas      | —      | — (WD)     |            |

### Duplas
| Pos.              | Nome                                     | Nacionalidade  | Pontos | PC        | PL         |
| ----------------- | ---------------------------------------- | -------------- | ------ | --------- | ---------- |
| Medalha de ouro   | Alisa Efimova / Alexander Korovin        | Rússia         | 178.94 | 56.42 (4) | 122.52 (1) |
| Medalha de prata  | Alexa Scimeca Knierim / Chris Knierim    | Estados Unidos | 177.22 | 61.73 (1) | 115.49 (3) |
| Medalha de bronze | Deanna Stellato / Nathan Bartholomay     | Estados Unidos | 174.91 | 58.19 (3) | 116.72 (2) |
| 4                 | Minerva Fabienne Hase / Nolan Seegert    | Alemanha       | 161.61 | 58.27 (2) | 103.34 (6) |
| 5                 | Audrey Lu / Misha Mitrofanov             | Estados Unidos | 157.22 | 49.47 (6) | 107.75 (4) |
| 6                 | Rebecca Ghilardi / Filippo Ambrosini     | Itália         | 155.39 | 47.71 (8) | 107.68 (5) |
| 7                 | Evelyn Walsh / Trennt Michaud            | Canadá         | 153.71 | 51.85 (5) | 101.86 (7) |
| 8                 | Lana Petranović / Antonio Souza-Kordeiru | Croácia        | 144.02 | 49.28 (7) | 94.74 (8)  |
| 9                 | Ioulia Chtchetinina / Mikhail Akulov     | Suíça          | 126.17 | 40.93 (9) | 85.24 (9)  |

### Dança no gelo
| Pos.              | Nome                                     | Nacionalidade  | Pontos | DR        | DL         |
| ----------------- | ---------------------------------------- | -------------- | ------ | --------- | ---------- |
| Medalha de ouro   | Piper Gilles / Paul Poirier              | Canadá         | 194.12 | 77.40 (1) | 116.72 (1) |
| Medalha de prata  | Rachel Parsons / Michael Parsons         | Estados Unidos | 180.95 | 70.02 (2) | 110.93 (2) |
| Medalha de bronze | Christina Carreira / Anthony Ponomarenko | Estados Unidos | 177.49 | 69.56 (3) | 107.93 (3) |
| 4                 | Lilah Fear / Lewis Gibson                | Reino Unido    | 160.61 | 57.30 (6) | 103.31 (4) |
| 5                 | Shari Koch / Christian Nüchtern          | Alemanha       | 152.68 | 60.11 (4) | 92.57 (6)  |
| 6                 | Jennifer Urban / Benjamin Steffan        | Alemanha       | 150.73 | 56.91 (7) | 93.82 (5)  |
| 7                 | Katharina Müller / Tim Dieck             | Alemanha       | 147.15 | 57.82 (5) | 89.33 (7)  |
| 8                 | Natalia Kaliszek / Maksym Spodyriev      | Polônia        | 141.63 | 54.54 (8) | 87.09 (8)  |
| 9                 | Alexandra Nazarova / Maxim Nikitin       | Ucrânia        | 127.59 | 43.52 (9) | 84.07 (9)  |

## Quadro de medalhas
| Ordem | País           | Medalha de ouro | Medalha de prata | Medalha de bronze |    | Ordem por total |
| ----- | -------------- | --------------- | ---------------- | ----------------- | -- | --------------- |
| 1     | Rússia         | 2               |                  | 1                 | 3  | 2               |
| 2     | Canadá         | 2               |                  |                   | 2  | 3               |
| 3     | Estados Unidos |                 | 2                | 2                 | 4  | 1               |
| 4     | Japão          |                 | 1                |                   | 1  | 4               |
| 4     | Suécia         |                 | 1                |                   | 1  | 4               |
| 6     | Bélgica        |                 |                  | 1                 | 1  | 4               |
| TOTAL | TOTAL          | 4               | 4                | 4                 | 12 | —               |